# Francesco Comparoni
Francesco Comparoni (Parma, 22 giugno 2001) è un pallavolista italiano, centrale della You Energy.

## Carriera

### Club
La carriera di Francesco Comparoni inizia nella stagione 2019-20 nel Valdimagra, in Serie B, dove resta per due annate, prima di essere acquistato per il campionato 2021-22 dal Milano, in Superlega; tuttavia, poco dopo l'inizio della stagione viene ceduto in prestito alla Porto Robur Costa, sempre nella massima divisione: resta al club di Ravenna anche nell'annata successiva quando disputa la Serie A2 a seguito della retrocessione.
Nella stagione 2023-24 rientra al Milano, in Superlega, categoria dove milita anche in quella 2024-25 vestendo la maglia della neopromossa M&G e in quella 2025-26 con la You Energy.

### Nazionale
Viene convocato nella nazionale italiana under 21 nel 2021, con cui vince la medaglia d'oro al campionato mondiale, e in quella under 22 nel 2022, aggiudicandosi l'oro al campionato europeo, dove è premiato anche come miglior centrale.
Nel 2025 ottiene le prime convocazioni nella nazionale italiana, con cui, nello stesso anno, vince la medaglia di bronzo ai XXXII Giochi mondiali universitari estivi.

## Palmarès

### Nazionale (competizioni minori)
- Campionato mondiale under 21 2021
- Campionato europeo under 22 2022
- Giochi mondiali universitari estivi 2025

### Premi individuali
- 2022 - Campionato europeo under 22: Miglior centrale